# A Volta do Pássaro Encantado
A volta do pássaro encantado é um livro de literatura infantil da autoria do escritor e psicanalista brasileiro Rubem Alves. O livro é uma fábula da série Histórias para pequenos e grandes, que se caracteriza por textos infantis que trazem uma reflexão filosófica acerca de temas normalmente abordado em textos para adultos.

## Livros do mesmo autor
- Por uma educação romântica
- A escola com que sempre sonhei sem imaginar que pudesse existir
- Conversas com quem gosta de ensinar
- Estórias de quem gosta de ensinar
- Tempus Fugit
- A alegria de ensinar.
- As contas de vidro e o fio de nylon
- Concerto para corpo e alma.
- O amor que acende a lua
- O Quarto do Mistério
- O patinho que não aprendeu a voar
- A Pipa e a Flor